# 471. pehotni polk (Wehrmacht)
Za druge 471. polke glejte 471. polk.
471. pehotni polk (izvirno nemško Infanterie-Regiment 471) je bil eden izmed pehotnih polkov v sestavi redne nemške kopenske vojske med drugo svetovno vojno.

## Zgodovina
Polk je bil ustanovljen 26. avgusta 1939 kot polk 4. vala v Butzbachu iz nadomestnih bataljonov 36, 57 in 116; polk je bil dodeljen 251. pehotni diviziji. 
31. januarja 1940 je bil II. bataljon izvzet iz sestave in dodeljen 530. pehotnemu polku; 25. septembra istega leta je podobna usoda doletela tudi III. bataljon, ki je bil dodeljen 428. pehotnemu polku; obe enoti sta bili nadomeščeni.
Decembra 1942 je bil v bojih razpuščen III. bataljon.
15. oktobra 1942 je bil polk preimenovan v 471. grenadirski polk.